# Intercap Esporte Clube
Intercap Esporte Clube (até 2006), foi uma agremiação esportiva da cidade de Paraíso do Tocantins fundada em 1992 e extinta em 2006 para a criação de um novo clube na cidade.
O clube surgiu em 1992 mediante a junção de dois clubes existentes na cidade, o Interlagos Esporte Clube e o Clube Atlético Paraíso, fundado em 1974. Suas cores eram azul e branco. O clube chegou a conquistar o Campeonato Tocantinense de Futebol de 1995 e participar, no mesmo ano, do Campeonato Brasileiro de Futebol de 1995 - Série C.

## 1995
1995 foi o melhor ano na história do clube. Foi quando conquistou o seu primeiro e único título do campeonato estadual. O que lhe garantiu a oportunidade de disputar o Campeonato Brasileiro de Futebol de 1995 - Série C.

### Título Estadual
No Campeonato Tocantinense de Futebol de 1995, a equipe do Intercap jogou 22 partidas, sendo sete no primeiro turno, sete no segundo turno, seis na fase final e duas na final contra o Gurupi Esporte Clube.

#### 1º turno
No primeiro turno: a equipe venceu quatro e perdeu três, somando 12 pontos e ficando em segundo lugar no grupo.

#### 2º turno
No segundo turno: a equipe venceu duas, empatou duas e perdeu três partidas, somando mais oito pontos e garantindo a classificação para a fase final.

#### Fase Final
Na fase final foram seis partidas: três vitórias, um empate e duas derrotas. Somando 10 pontos, três a menos que o, adversário da final, Gurupi Esporte Clube.
No dia 04 de junho, o Intercap foi derrotado por 2 a 1 pelo Miracema Esporte Clube, a partida foi em Miracema.
No dia 11 do mesmo mês, o Intercap venceu o Kaburé Esporte Clube por 2 a 0, em Paraíso do Tocantins.
Já no dia 15, venceu o Gurupi por 3 a 0, também em Paraíso do Tocantins.
No dia 18, goleou o Miracema Esporte Clube por 5 a 0. A partida foi em Paraíso do Tocantins.
No dia 22, veio o empate por 2 a 2 com Kaburé Esporte Clube em Colinas.
no dia 25, em Gurupi, o Intercap perdeu por 1 a 0 para equipe da casa´perdendo tambem o primeiro lugar no grupo, mas se classificando para a final.

#### Final
A final foi disputado em duas partidas. A primeira em Paraíso do Tocantins e a segunda em Gurupi. Ambas partidas terminaram empatadas em zero a zero, levando a decisão para os panaltisem Gurupi, onde a equipe do Intercap acabou vencendo as penalidas pelo placar de 3 a 1, conquistando ali o seu título de campeão do Campeonato Tocantinense de Futebol.

### Série C
No Campeonato Brasileiro da Série C a equipe do Intercap somou 10 pontos. Sendo quatro vitórias, quatro empates e duas derrotas. Foram 12 gols marcados e sete gols sofridos.
Na fase de grupos, a equipe disputou quatro partidas: venceu duas, empatou uma e perdeu outra. Concluiu esta fase em primeiro lugar no grupo com sete pontos somados, um a mais que o segundo colocado Gurupi Esporte Clube.
Na segunda fase o Intercap passou pelo Sociedade Imperatriz de Desportos do Maranhão.
Na terceira fase a equipe passou pelo Vila Nova Futebol Clube de Goiás.
A equipe foi eliminada nas Oitavas-de-Final pelo Atlético Goianiense de Goiás.

## Títulos

### Estaduais
- Campeonato Tocantinense Amador: 1

(1992)
- Campeonato Tocantinense: 1

(1995)

### Categorias de base
- Campeonato Tocantinense de Juniores: 1993.
- De 1989 a 1992 o campeonato foi disputado de forma amadora e não é reconhecido oficialmente pela Federação Tocantinense de Futebol como pertencente ao "Campeonato Tocantinense", mas os clubes consideram como título estadual.[11]

### Futebol feminino
- Campeonato Tocantinense: 1

(1994)

## Desempenho em competições oficiais
Campeonato Brasileiro (Série C)
| Ano  | 1995 |
| Pos. | 14º  |
| ---- | ---- |

Campeonato Tocantinense
| Ano  | 1993 | 1994 | 1995 | 1996 | 1997 | 1998 | 1999 |
| Pos. | 2º   | 6º   | 1º   | 6º   | 7º   | 8º   | 6º   |
| Ano  | 2000 | 2001 | 2002 | 2003 | 2004 | 2005 |      |
| Pos. | 3º   | 5º   | 5º   | 5º   | 5º   | 8º   |      |
| ---- | ---- | ---- | ---- | ---- | ---- | ---- | ---- |